# Россинский, Владимир Илиодорович
Владимир Илиодорович Россинский (1874/1875—1919) — русский художник-портретист, график, книжный иллюстратор и театральный художник, один из интереснейших оформителей отечественной торгово-промышленной рекламы конца XIX — начала XX века.

## Биография
Родился в Москве 26 декабря 1874 (7 января 1875) года в доме купца Хлудова на Швивой Горке, в приходе Космы и Демьяна в Старых Кузнецах. Крещен в Московской Козьмодемьянской церкви. При крещении восприемниками были: «потомственный почётный гражданин и кавалер Давыд Иванович Хлудов и вдова московского мещанина Ольга Андреевна Комарова; крестил священник Матвей Соловьёв с причтом».
Предки Владимира Илиодоровича Россинского по отцовской линии служивые дворяне из Рязанской губернии.
Его дед — Иван Леонтьевич Россинский (1788—1831) родом из Коломны, дворянин, надворный советник, участник войны 1812 года. Участвовал в заграничных походах: был при блокаде Магдебурга и Гамбурга. После войны имел звание капитана, служил квартальным надзирателем в Коломенской полиции.
Отец — дворянин, надворный советник Илиодор Иванович Россинский родился 2 октября 1827 года в Коломне. Участвовал в обороне Севастополя в период Крымской войны 1854-55 гг., в составе 94-й Дружины государственного ополчения Рязанской губернии в чине прапорщика. Окончил Московский университет, получив юридическое и медицинское образование, с 1861 года работал судебным следователем в Рязанской губернии и в канцелярия Рязанского губернского прокурора. Осенью 1869 года определен надзирателем Московского Воспитательного Дома, где занимался вопросами охраны жизни детей-сирот, распределенных по деревням Московской губернии. Илиодор Иванович непрерывно разъезжал по своему округу и в одну из поездок простудился и 20 февраля 1886 г. умер от воспаления легких.
Мать — Ольга Ефимовна (1853—1949) родилась в Москве. Ее мать Ольга Александровна в девичестве Прибылова из семьи купцов Прибыловых. После смерти мужа осталась с пятью детьми, старшему из которых Владимиру шел 12 год, младший, Федор, только родился, Илиодору — 10, Марии — 5, Борису — 2.

В 1891 году, после нескольких лет учёбы в 1-м Московском кадетском корпусе, он поступил в МУЖВЗ. Ещё до поступления в кадетский корпус, по своей инициативе, 14-летний подросток отправил несколько своих работ И. Е. Репину и обратился к нему с просьбой: "Скажите пожалуйста, только без всякого поощрения, как Вы думаете, что есть у меня способности ?"; после двухлетней переписки Владимир Россинский получил от него рекомендательное письмо к В. Д. Поленову, возглавлявшему в ту пору Московское училище живописи, ваяния и зодчества. В разное время его учителями были В. Д. Поленов, К. А. Савицкий, А. Е. Архипов, Н. А. Касаткин, И. П. Прянишников, С. А. Коровин, Л. О. Пастернак, В. Е. Маковский, А. С. Саврасов; испытывал он влияние Н. Н. Ге; его «хорошо знал и подбадривал Серов». В училище вместе с ним учились Сулержицкий, Борисов-Мусатов, М. В. Якунчикова, Е. Чичагова, которая впоследствии стала его женой, Т. Толстая. На других отделениях в ту пору учились А. Голубкина, С. Конёнков, Е. Кругликова. С перерывами Россинский более восьми лет посещал занятия — сначала в качестве вольного слушателя, затем ученика и, наконец, завершил образование в 1899 году.

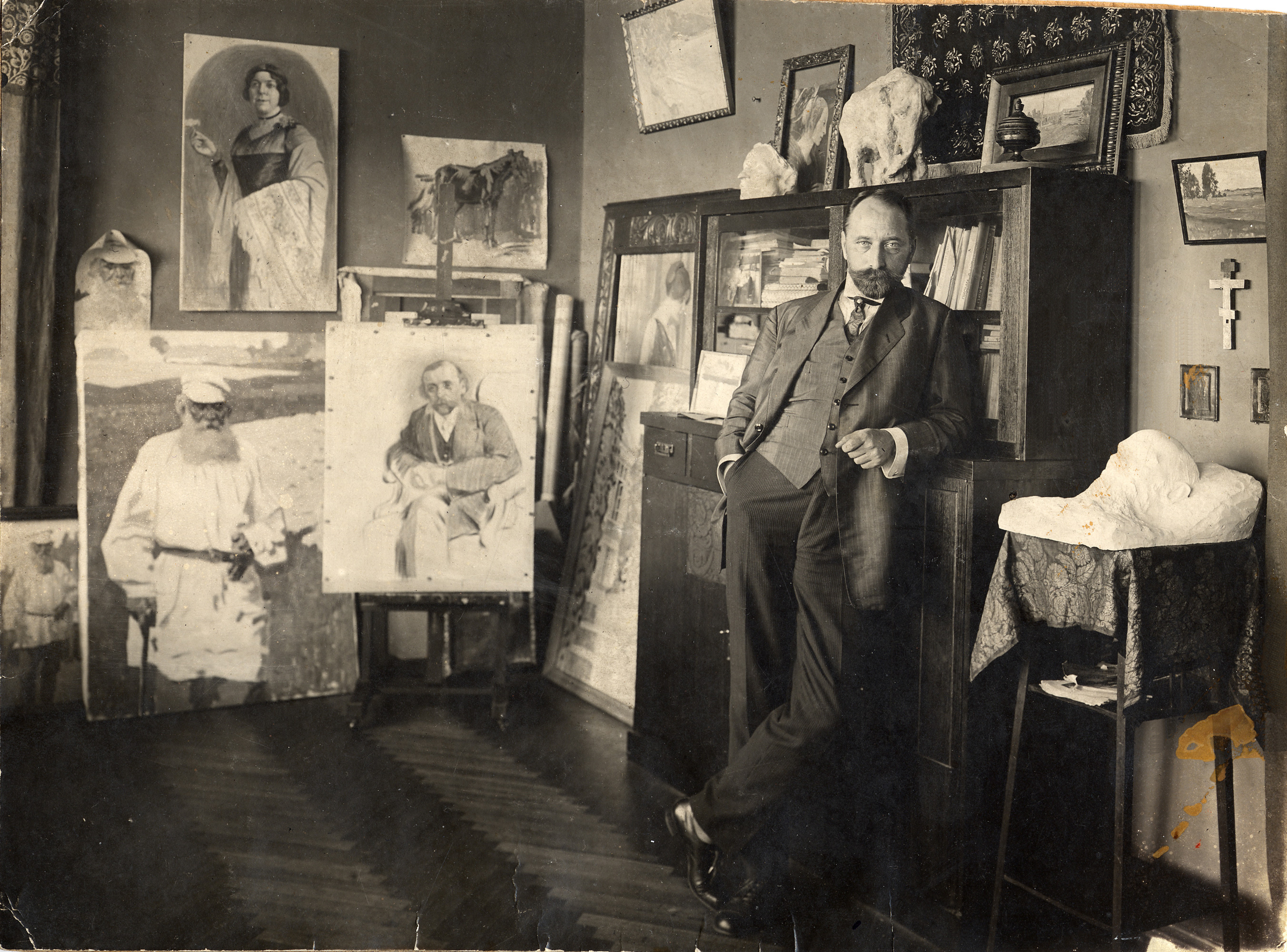
В. И. Россинский в своей мастерской в Москве

Работал в издательстве «Посредник», оформителем на парфюмерной фабрике Анри Брокара, где вместе с А. Голубкиной создал ряд портретов членов семьи Брокара. В 1914 году В. Россинским создано рекламное издание «Т-ва Брокар и Ко» «Календарь Москвички», с представлением по месяцам всей поставляемой фирмой продукции. В 1906 году он начал писать декорации к спектаклю МХАТа «Горе от ума» А. С. Грибоедова, сделал ряд зарисовок исполнителей в костюмах и гриме: Артёма — в роли Петрушки, Германовой — в роли Софьи, Станиславского — в роли Фамусова, Качалова — в роли Чацкого, Лилиной — в роли Лизы, Москвина — в роли Загорецкого и др. В это же время, в 1907 году, В. Россинский создал портреты артистов МХАТа Германовой и Качалова без грима и театральной среды, такими, какими они были в жизни в ту пору. Тогда же, в 1906—1907 годы, были сделаны зарисовки к «Жизни человека» Л. Андреева, находящиеся в Бахрушинском музее, и цветную литографию к ней «Сцену приёма гостей», которая хранится в Литературном музее Москвы.
С апреля 1909 года состоял членом «Московского общества любителей художеств», его поручителями были известные и уважаемые художники: Н. И. Боткин, Л. О. Пастернак, А. Е. Архипов. Посещал собрания кружка «Среда», написал портреты ряда его членов:
И.А. Бунина, Л. Н. Андреева (Н. Д. Телешов охарактеризовал этот портрет как «один из самых удачных по сходству»), Е. П. Гославского, С. В. Рахманинова, Ф. И. Шаляпина, М. Ф. Андреевой, В. Н. Фигнер и др. В настоящее время эти работы находятся в различных музеях Москвы и в семейном архиве. Более 75 графических и живописных работ находится в музее им. А. А. Бахрушина.
Особое место в творчестве Владимира Россинского занимал Л. Н. Толстой. Альбом рисунков художника «Последние дни Толстого» (М.: издание Товарищества скоропечатни А. А. Левенсон, 1911), переиздан музеем «Ясная Поляна» к 85-летию со дня смерти Л. Толстого. Другой альбом рисунков издан Россинским совместно с В. Васнецовым и посвящён Москве.
В последние годы жизни жил в Москве в «Доме Нирнзее».

## Семья
- Жена: Елена Дмитриевна Чичагова (1874—1971), дочь московского архитектора Дмитрия Николаевича Чичагова, — русская и советская художница..
- Дочь: Россинская Татьяна Владимировна (1910—1991) — архитектор.
- Внучка: Россинская (Пармёнова) Елена Ивановна (1938—2013) — кандидат философских наук.
- Правнук: Пармёнов Алексей Борисович 1962 г.р. — архитектор, прож. в г. Москве.

## Галерея

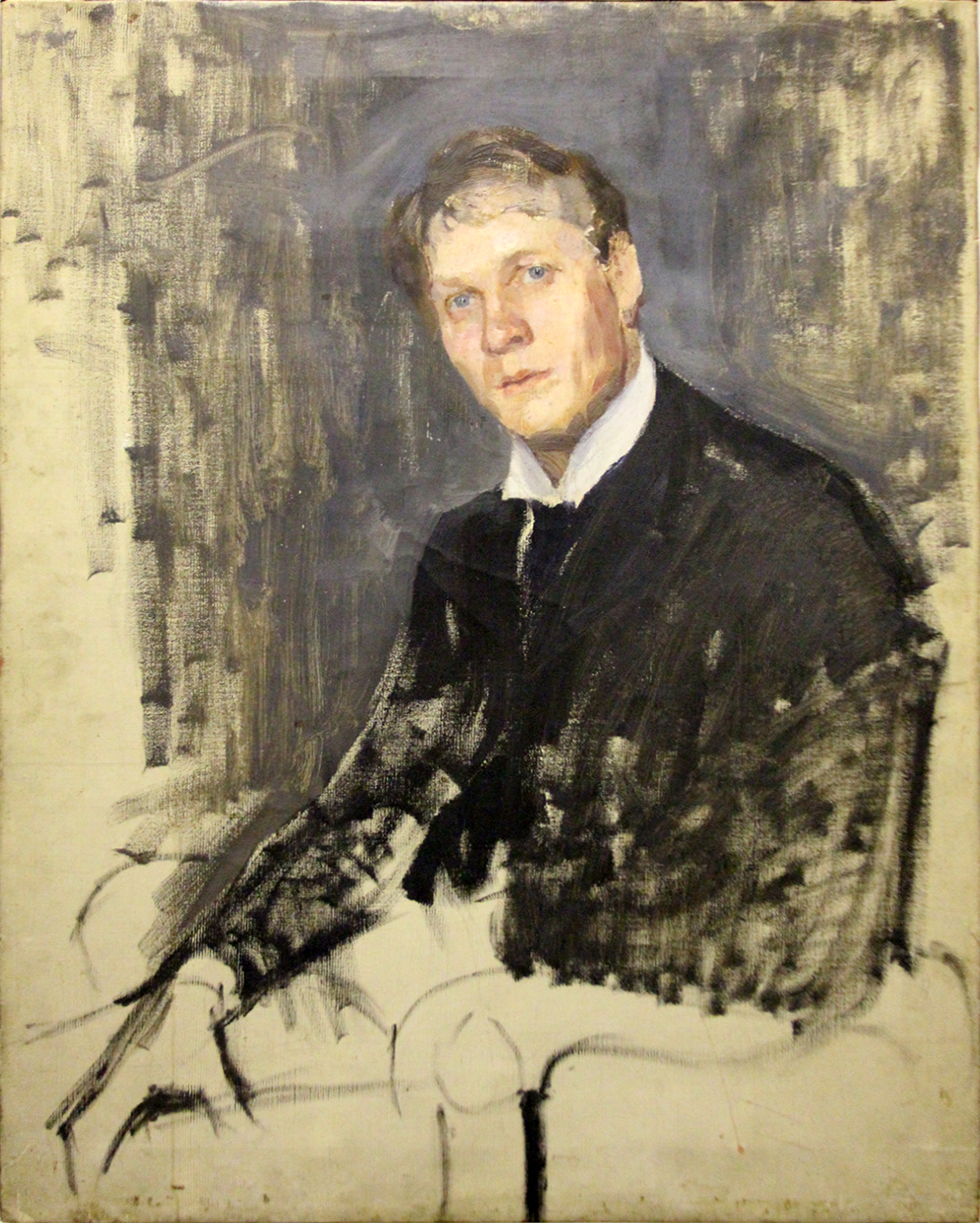
Портрет Фёдора Шаляпина. Холст, масло. 65х100 см (незаконченный).1900.
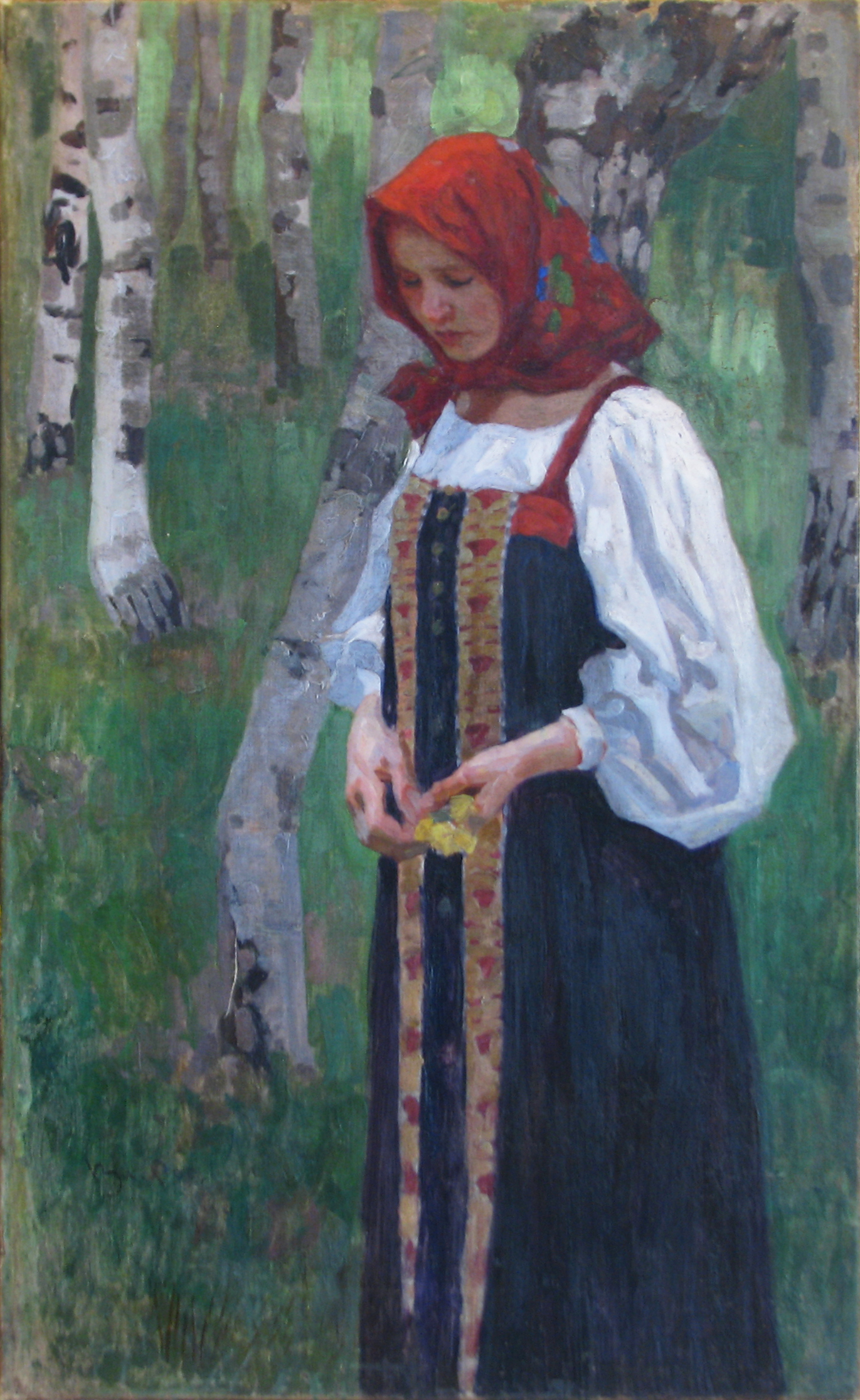
Девушка в русском сарафане. 87,5х52,5. Холст, масло. 1902.
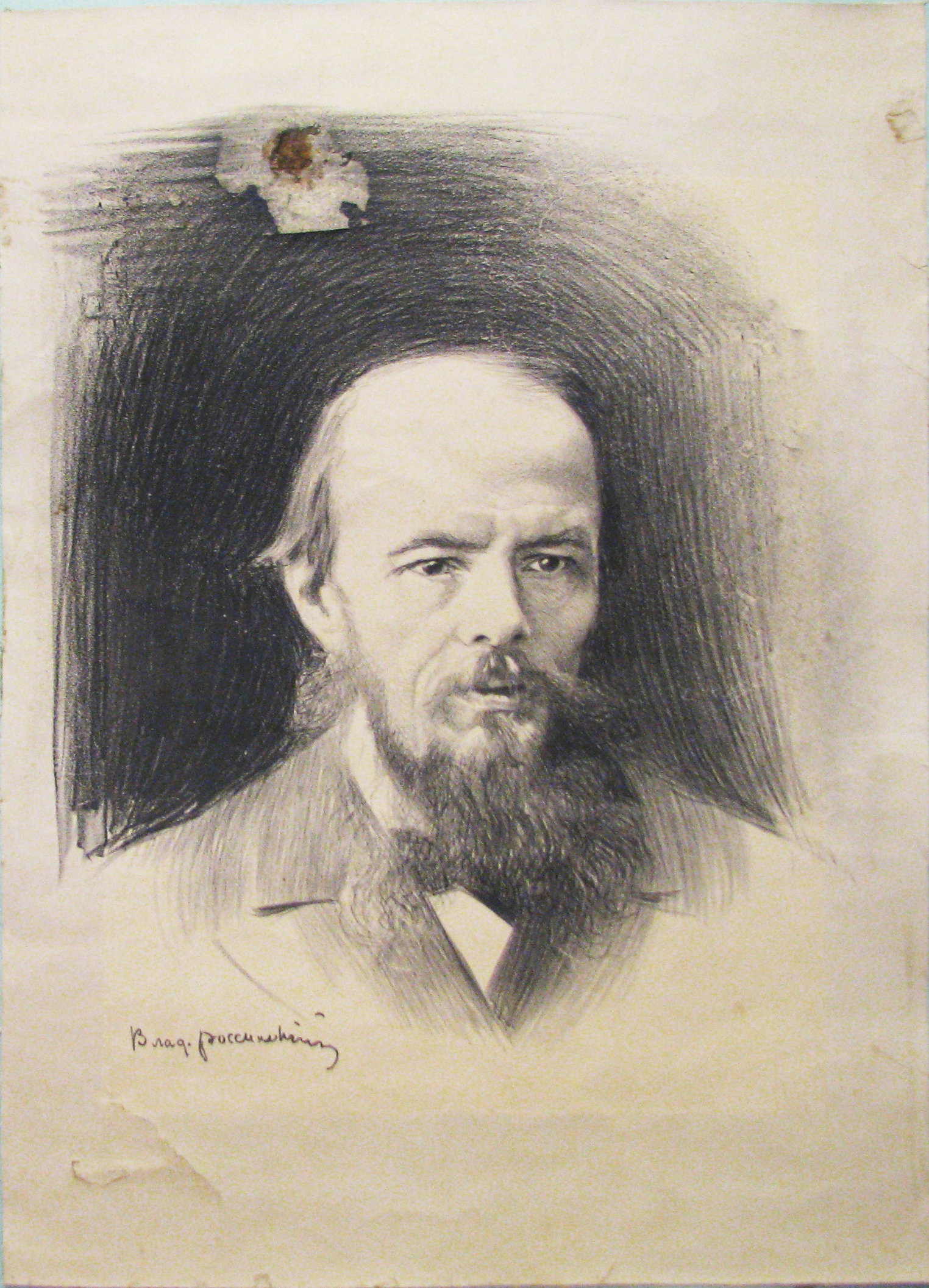
Портрет Ф. М. Достоевского. Бумага, карандаш. 51х47. 1906.
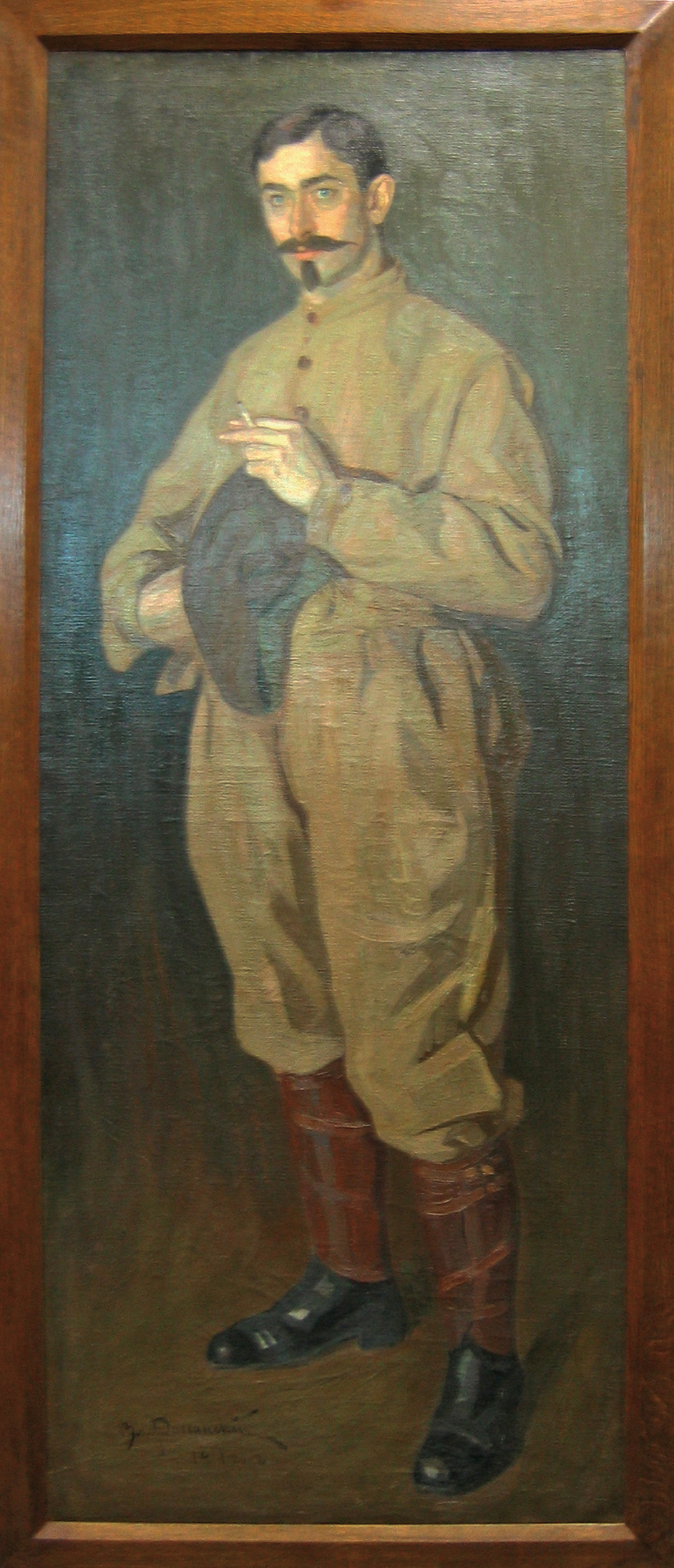
Мой летающий брат. Портрет Б.И. Россинского. 190х75. Холст, масло. 1911.
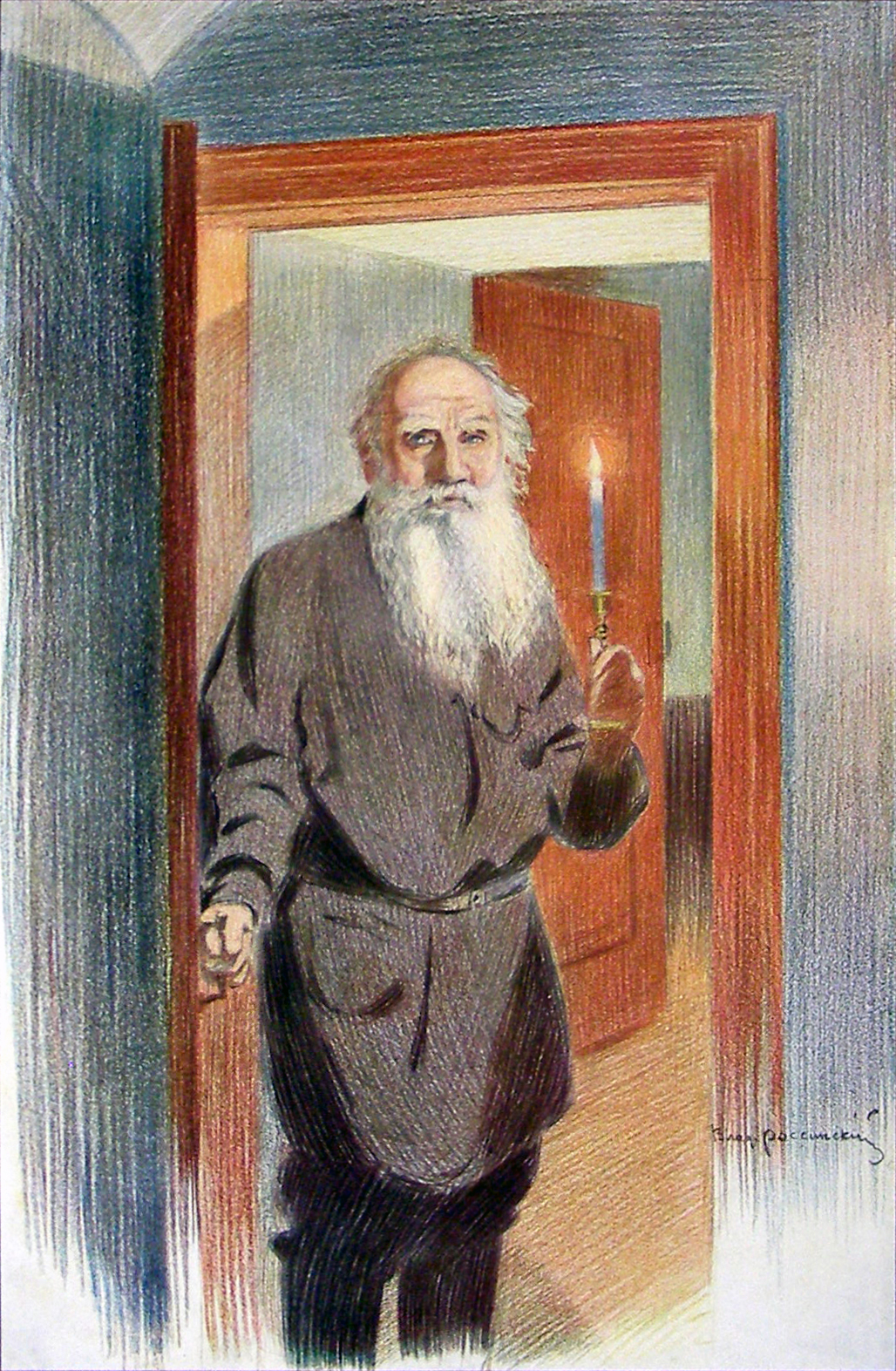
Лист из альбома - Последние дни Л.Н. Толстого. Толстой открывает дверь в комнату дочери. Бумага, карандаш. Авторская литография. 44х30,5. 1911.
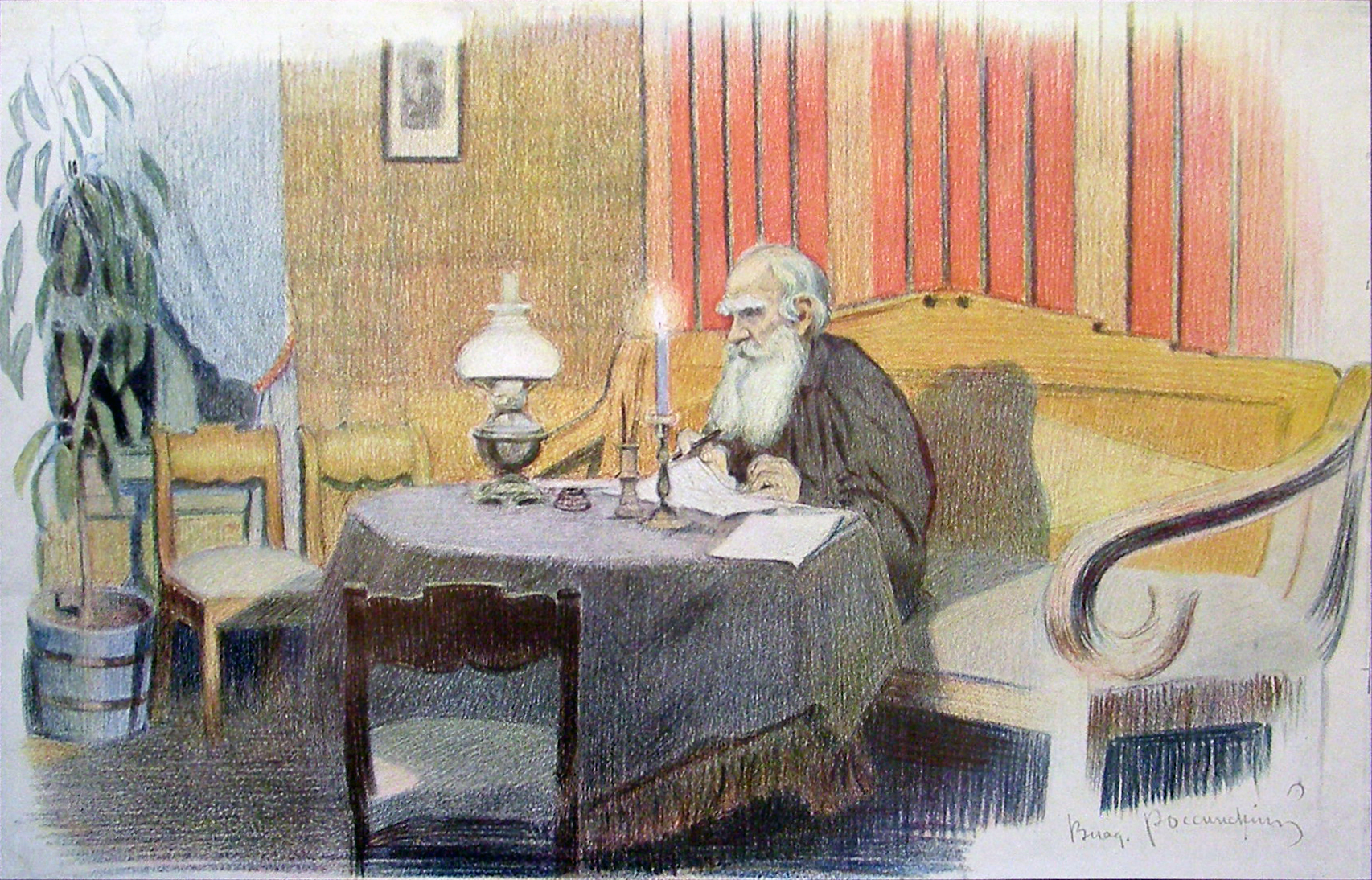
Лист из альбома — последние дни Л.Н. Толстого. За последней работой (Оптина пустынь). Бумага, карандаш. Авторская литография. 29х45 см. 1911.
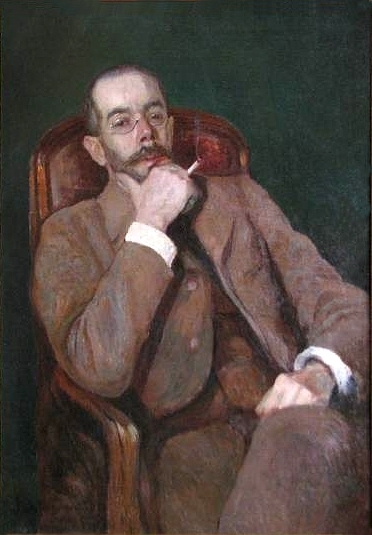
Портрет князя Александра Шервашидзе (Чачба). 89х63. Холст, масло. 1913.
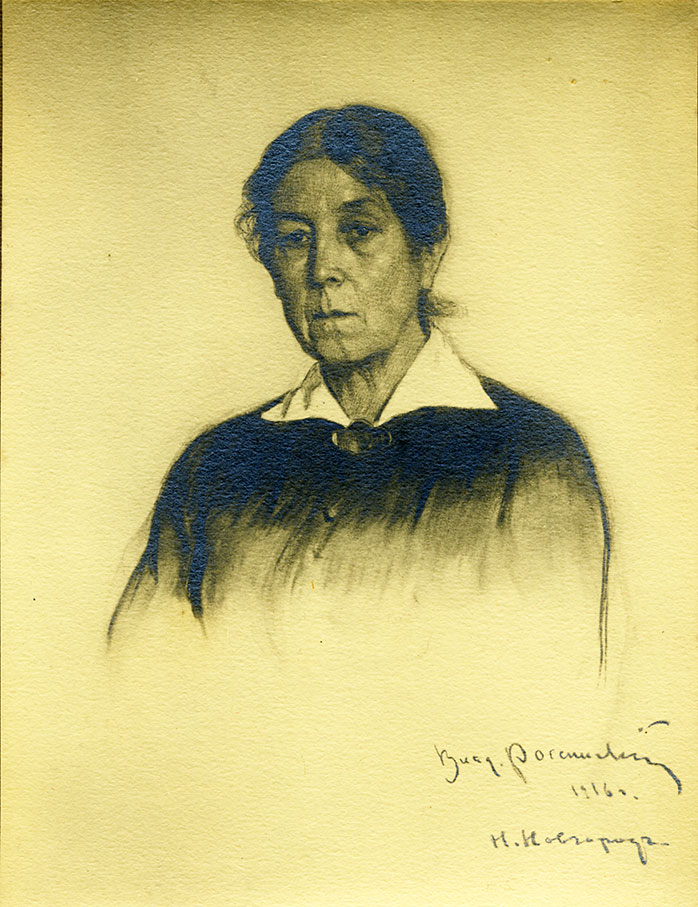
Портрет В. Н. Фигнер. Авторская литография. Бумага, карандаш. 19х15. 1916.
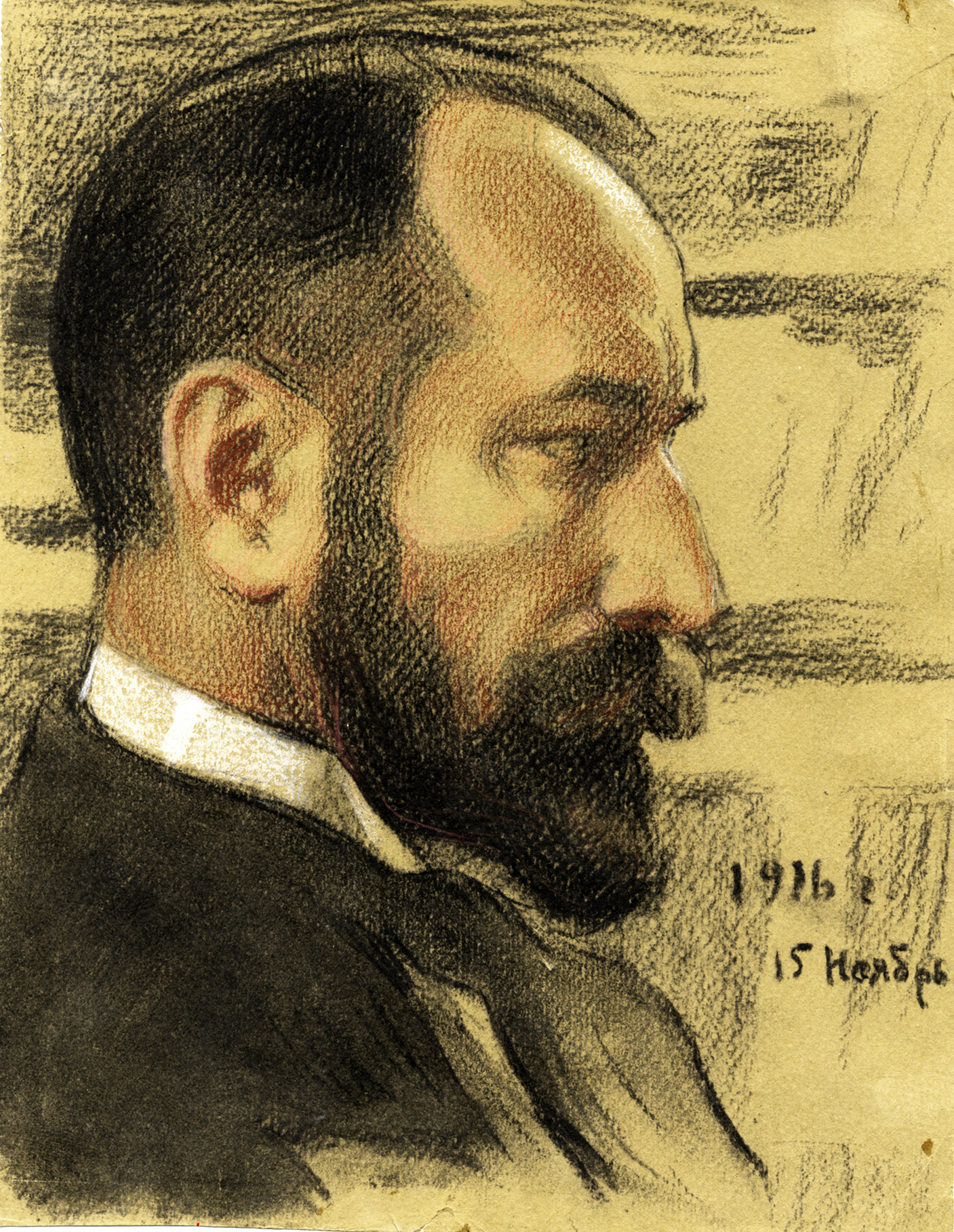
Автопортрет. Бумага, уголь, пастель. 26х20. 15 ноября 1916 года.
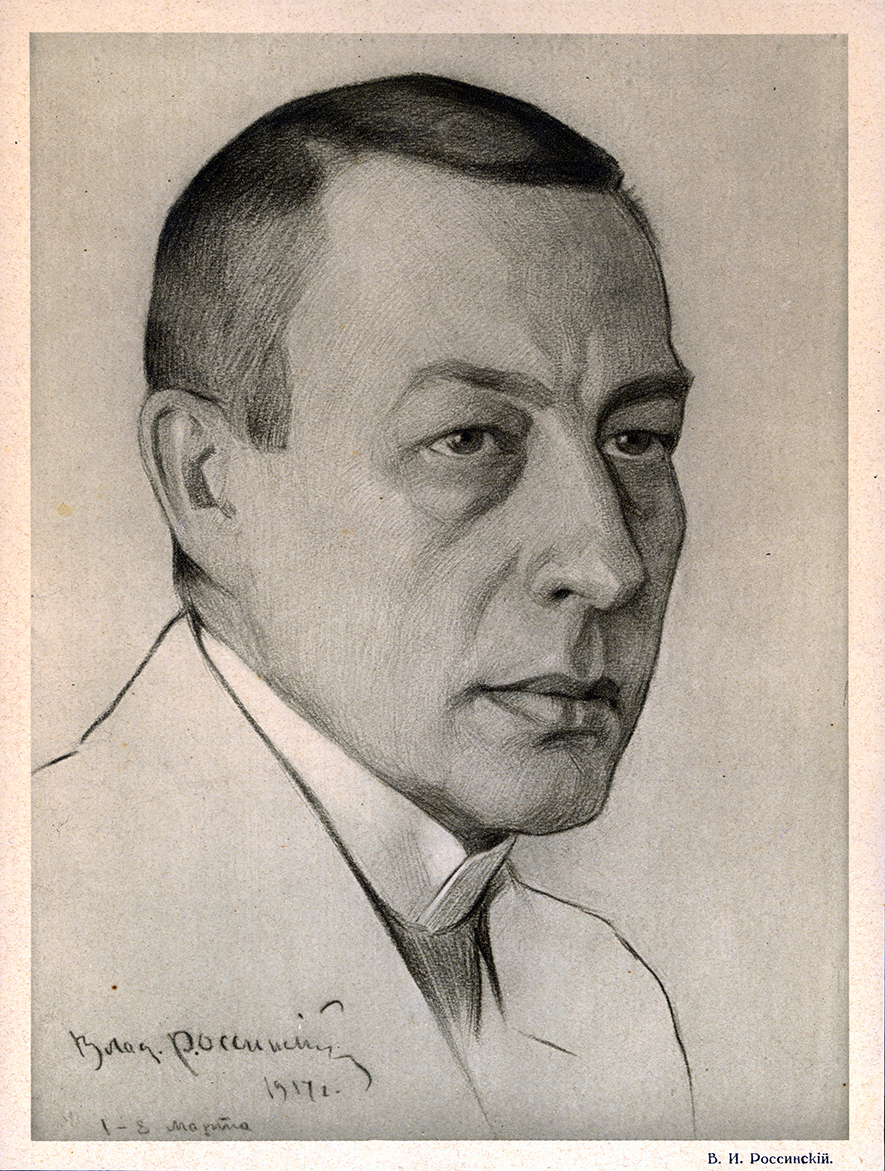
Портрет С. В. Рахманинова. Авторская литография. Бумага, карандаш. 234х174. 1917.